# 森川亮 (会社経営者)
森川 亮（もりかわ あきら、1967年1月13日 - ）は、日本の実業家。元LINE代表取締役社長。C Channel株式会社代表取締役社長。神奈川県出身。趣味は芸術鑑賞、旅行等。

## 略歴
- 1989年3月 -  筑波大学第三学群情報学類情報工学専攻卒業[2]
- 1989年4月 -  日本テレビ放送網入社
- 1999年3月 - 青山学院大学大学院国際政治経済学研究科修士課程（MBA）修了
- 2000年2月 - ソニー入社
- 2003年5月 - ハンゲームジャパン（現 LINE）入社
- 2003年8月 - ハンゲーム事業部（現 NHN）事業部長就任
- 2004年9月 - 取締役就任
- 2006年10月 - 取締役副社長就任
- 2007年10月 - 代表取締役社長就任
- 2015年3月 - 代表取締役社長退任
- 2015年4月 - C Channel代表取締役社長就任